# Encentrum diglandula
Encentrum diglandula är en hjuldjursart som först beskrevs av Zavadovsky 1926.  Encentrum diglandula ingår i släktet Encentrum och familjen Dicranophoridae. Inga underarter finns listade i Catalogue of Life.